# Giải vô địch bóng đá trong nhà Đông Nam Á 2008
Giải vô địch bóng đá trong nhà Đông Nam Á 2008 (AFF Futsal Championship 2008) là lần tổ chức thứ năm của Giải vô địch bóng đá trong nhà Đông Nam Á. Giải diễn ra tại Bangkok, Thái Lan từ ngày 27 tháng 8 đến ngày 31 tháng 8 năm 2008.

## Địa điểm
- Tất cả các trận đấu diễn ra tại sân vận động Nimibutr, Băng Cốc, Thái Lan

## Vòng bảng
|  | Đội bóng đi tiếp vào vòng trong |  | Đội bóng bị loại ở vòng bảng |

Tất cả thời gian là giờ địa phương tại nơi diễn ra trận đấu.

### Bảng A
| Đội tuyển   | số trận | thắng | hoà | thua | bàn thắng | bàn thua | điểm |
| ----------- | ------- | ----- | --- | ---- | --------- | -------- | ---- |
| Indonesia   | 3       | 3     | 0   | 0    | 14        | 3        | 9    |
| Thái Lan    | 3       | 2     | 0   | 1    | 13        | 7        | 6    |
| Myanmar     | 3       | 1     | 0   | 2    | 10        | 13       | 3    |
| Philippines | 3       | 0     | 0   | 3    | 6         | 18       | 0    |

|  | v |  |
|  | - |  |
|  |   |  |

|  | v |  |
|  | - |  |
|  |   |  |

|  | v |  |
|  | - |  |
|  |   |  |

|  | v |  |
|  | - |  |
|  |   |  |

|  | v |  |
|  | - |  |
|  |   |  |

|  | v |  |
|  | - |  |
|  |   |  |

### Bảng B
| Đội tuyển | số trận | thắng | hoà | thua | bàn thắng | bàn thua | điểm |
| --------- | ------- | ----- | --- | ---- | --------- | -------- | ---- |
| Malaysia  | 3       | 3     | 0   | 0    | 14        | 5        | 9    |
| Brunei    | 3       | 1     | 0   | 2    | 11        | 13       | 3    |
| Việt Nam  | 3       | 1     | 0   | 2    | 9         | 12       | 3    |
| Lào       | 3       | 1     | 0   | 2    | 8         | 12       | 3    |

|  | v |  |
|  | - |  |
|  |   |  |

|  | v |  |
|  | - |  |
|  |   |  |

|  | v |  |
|  | - |  |
|  |   |  |

|  | v |  |
|  | - |  |
|  |   |  |

|  | v |  |
|  | - |  |
|  |   |  |

|  | v |  |
|  | - |  |
|  |   |  |

## Đấu loại trực tiếp

### Tóm tắt
|  | Bán kết    | Bán kết  |               |   | Chung kết | Chung kết |
|  |            |          |               |   |           |           |
|  | 30 tháng 8 |          |               |   |           |           |
|  |            |          |               |   |           |           |
|  | Indonesia  | 8        |               |   |           |           |
|  | Indonesia  | 8        | 31 tháng 8    |   |           |           |
|  | Brunei     | 1        |               |   |           |           |
|  | Brunei     | 1        | Indonesia     | 1 |           |           |
|  | 30 tháng 8 |          | Indonesia     | 1 |           |           |
|  |            | Thái Lan | 5             |   |           |           |
|  | Malaysia   | Thái Lan | 5             | 0 |           |           |
|  | Malaysia   |          |               | 0 |           |           |
|  | Thái Lan   | 4        |               |   |           |           |
|  | Thái Lan   | 4        | Tranh hạng ba |   |           |           |
|  |            |          |               |   |           |           |
|  | 31 tháng 8 |          |               |   |           |           |
|  |            |          |               |   |           |           |
|  | Brunei     | 2        |               |   |           |           |
|  | Brunei     | 2        |               |   |           |           |
|  | Malaysia   | 8        |               |   |           |           |

### Bán kết
|  | v |  |
|  | - |  |
|  |   |  |

|  | v |  |
|  | - |  |
|  |   |  |

### Tranh hạng ba
|  | v |  |
|  | - |  |
|  |   |  |

### Chung kết
|  | v |  |
|  | - |  |
|  |   |  |

## vô địch khác
| Vô địch giải bóng đá trong nhà Đông Nam Á 2008 Thái Lan Lần thứ năm |